# Pietro dalle Carceri
Pietro dalle Carceri (mort en 1340) était un tiercier d'Eubée et baron d'Arkadia.

## Biographie
Pietro dalle Carceri est le fils de Grapozzo dalle Carceri et de Béatrice de Vérone, deux seigneurs d'Eubée. Selon Karl Hopf, il s'est marié en premier avec une fille du premier mariage de George Ier Ghisi, seigneur de Tinos et Mykonos. Cependant, cette hypothèse est rejetée par Loenertz.
En 1324, Pietro est attesté comme seigneur de la moitié de la baronnie d'Arkadia dans la principauté d'Achaïe et on suppose généralement qu'il s'agirait du douaire de son épouse Balzana Gozzadini qui aurait donc été la veuve du baron Érard II d'Aulnay,.
Il est mort en 1340, sa succession est assurée par son fils Giovanni, fils unique de son deuxième mariage, sous la régence de sa mère Balzana jusqu'en 1344.

## Sources
- (en) William Miller, The Latins in the Levant: A History of Frankish Greece (1204–1566), Londres, John Murray, 1908 (OCLC 563022439, lire en ligne).
- Antoine Bon, La Morée franque. Recherches historiques, topographiques et archéologiques sur la principauté d’Achaïe, Paris, De Boccard, 1969 (lire en ligne).